# Tjärnstjärnet
Tjärnstjärnet är en sjö i Årjängs kommun i Värmland och ingår i Göta älvs huvudavrinningsområde. Sjön är 2,7 meter djup, har en yta på 0,16 kvadratkilometer och befinner sig 169,4 meter över havet. Sjön avvattnas av vattendraget Åsebyälven.

## Delavrinningsområde
Tjärnstjärnet ingår i det delavrinningsområde (659214-129735) som SMHI kallar för Mynnar i Järnsjön. Medelhöjden är 194 meter över havet och ytan är 8,76 kvadratkilometer. Räknas de 4 avrinningsområdena uppströms in blir den ackumulerade arean 42,06 kvadratkilometer. Åsebyälven som avvattnar avrinningsområdet har biflödesordning 4, vilket innebär att vattnet flödar genom totalt 4 vattendrag innan det når havet efter 260 kilometer. Avrinningsområdet består mestadels av skog (74 procent) och öppen mark (10 procent). Avrinningsområdet har 0,16 kvadratkilometer vattenytor vilket ger det en sjöprocent på 1,8 procent.